# Postmuseum (Liechtenstein)
Postmuseum des Fürstentums Liechtenstein (Fyrstedømmet Liechtensteins postmuseum) er et museum i Liechtensteins hovedstad Vaduz for fyrstendømmets posthistorie.
Museet blev grundlagt i 1930 for at indsamle frimærker og andre vigtige dokumenter vedrørende landets filateli og posthistorie og gøre dem tilgængelige for offentligheden. Museet åbnede i 1936 og har siden haft til huse forskellige steder. Siden 2002 befinder det sig i bygningen Engländerbau, den første bygning i landet der blev opført med stålskelet. Siden 2006 er museet en del af Liechtensteinisches Landesmuseum.
Det primære fokus i museets udstilling ligger på de frimærker som Fyrstedømmet Liechtenstein har udgivet siden 1912. Museet viser også de vigtigste udkast, prøvetryk og andre betydende dokumenter fra posthistorien foruden andre historiske posteffekter. Udover den faste udstilling er der løbende skiftende udstillinger.
En usædvanlig aktivitet har siden maj 2011 fundet sted i Vaduz' gågadeområde Städtle, hvor 25 udvalgte frimærker i overstørrelse er blevet placeret som fliser.